# Ambiente Criollo
Ambiente Criollo es una banda peruana de música criolla formada en 2007, procedente de Lima, Perú. Está formada en su totalidad por mujeres, bajo la dirección musical de Ana Espinoza Masías, percusionista. Entre sus integrantes actuales se encuentran Emily Shannons Lumbe Carbonel, Analí del Rosario Ayala Rojas, Rocío Graciela Nicasio Abán, Joselin Melissa Guzmán Flores, Maricielo Mendoza Ancajima, Daniela Delgado Bozzeta y Lucía del Milagro Seijas García. Su productora es Cristina Higa Higa.
Se caracteriza por su distintiva frase: «A ritmo de Mujer, ¡y punto!»

## Historia
La banda Ambiente Criollo fue creada en 2007 en Lima, buscando difundir y crear música criolla en la escena local. Su repertorio incluye valses, festejos, zamacuecas, tonderos, marineras entre otros. 
La agrupación es reconocida localmente por revalorar el papel de la mujer en el arte, demostrando que las mujeres pueden desempeñarse en otros ámbitos musicales como ejecutantes, arreglistas y compositoras.

En 2023, lanzan su primer álbum de estudio llamado Herencias: Mujeres Compositoras en la Historia de la Música Criolla como homenaje a grandes compositoras peruanas. 
Le llamamos Herencia ya que como músicas mujeres, consideramos como parte de nuestra riqueza cultural no solo al valioso aporte de las cinco compositoras a quienes rendimos reconocimiento, sino al de muchas más a quienes buscamos seguir visibilizando. El aporte que ellas han hecho a la música criolla es invaluable ya que son pioneras, mujeres luchadoras y emprendedoras que se han destacado en el ámbito cultural criollo conocido por ser practicado en su mayoría por hombres. Ellas han demostrado lo valioso de su trabajo, muchas veces yendo a contracorriente a su época.
El disco cuenta con 12 temas de maestras compositoras como: Rosa Mercedes Ayarza, Serafina Quinteras, Anna Renner, Leonor García, Teresita Velásquez, Chabuca Granda, Victoria Santa Cruz, María Luisa Rivera, Lucy de Mantilla, Lourdes Carhuas y Olga Milla. Además, incluye 2 temas propios de la agrupación.

Uno de los temas tuvo la colaboración de Aluna Tambó, agrupación chilena que rescata, que practica y promueve las tradiciones artísticas de raíces africanas.
Durante las primeras reuniones se acordó hacer el tema Yo ya ta cansá de Victoria Santa Cruz, debido a su potente mensaje, con una base afro, la cual además de integrar un sello particular de la agrupación chilena con instrumentos propios de su región, tuvo una fuga trabajada de manera colectiva que lleva un mensaje de esperanza y de lucha, que se pensó a partir de la conversación sobre las problemáticas y luchas de las mujeres que son percibidas de la misma manera, más allá de los países. Eso fue un punto de encuentro para desarrollar esa fuga.
La realización de esta producción tuvo el apoyo del programa Ibermúsicas 2021 y fue un proyecto ganador de Estímulos Económicos para la Cultura 2022 del Ministerio de Cultura del Perú.
La banda se ha presentado en diversos escenarios de su país, y ha sido reconocida en el exterior en la ciudad de Los Ángeles, Estados Unidos y en Arica, Chile.

### Encuentro de Mujeres de Música Peruana
Ambiente Criollo organiza el Encuentro de Mujeres de Música Peruana, un evento cultural que consta de talleres, conversatorios y presentaciones artísticas que sirve como plataforma para dar visibilidad del trabajo y las propuestas musicales lideradas por mujeres. Este evento lo realizan desde el año 2013 en la ciudad de Lima, Perú. Cada año buscan incluir nuevas propuestas, para dar escenario y promover el aporte de los grupos locales y regionales dentro el ámbito artístico peruano. 

## Miembros
Se ha identificado a las siguientes integrantes de la banda:
- Emily Shannons Lumbe Carbonel - voz y coros
- Analí del Rosario Ayala Rojas - voz y coros
- Ana Lourdes Espinoza Masías - dirección, percusión y composición
- Rocío Graciela Nicasio Aban - percusión y zapateo
- Joselin Melissa Guzmán Flores - percusión
- Maricielo Mendoza Ancajima - guitarra
- Daniela Delgado Bozzeta - bajo
- Lucía del Milagro Seijas García - vientos
- Cristina Higa Higa - producción y composición

### Anteriores miembros y colaboradores
- Gloria Quicaño - cajón
- Peta Robles Izquierdo - percusión
- María Catalina Robles Izquierdo - percusión
- Rosario "Charo" Goyoneche - voz
- Miluska Agama - voz
- Francoise Rodríguez - voz
- Ruth Torres - guitarra
- Diana Rodríguez - guitarra
- Noelia Pauta - bajo
- Marcia Edquén Niquen - guitarra
- Ana Rodríguez - bajo
- Allison Paredes Meneses - bajo
- Mayeli Llontop Cayo - teclado
- Mayli Luey Rojas - batería

## Discografía

### Álbumes de estudio
- Herencias: Mujeres Compositoras en la Historia de la Música Criolla - 2023

## Videografía
| Año  | Videoclip          | Producción General  |
| ---- | ------------------ | ------------------- |
| 2022 | Ancestras          | Ana Espinoza Masías |
| 2023 | Herencia y Orgullo | Ana Espinoza Masías |

## Premios y reconocimientos
El 2019 la agrupación fue reconocida como Punto de Cultura por el Ministerio de Cultura del Perú.
Su proyecto Herencias fue ganador del programa Ibermúsicas 2021.
En el año 2024 su sencillo Ancestras alcanzó el primer lugar del listado global del #VivaMusic20 de Colombia. Este tema busca llamar a la sororidad y a continuar la lucha de reivindicación que iniciaron quienes estuvieron antes que ellas.